# Gösta Lindblom
Gustaf "Gösta" Alexander Lindblom, född 24 april 1896 i Stockholm, död 23 maj 1988 i Holsbybrunn, Alseda församling, Jönköpings län, var en svensk tandläkare.
Gösta Lindblom var son till kassören Robert Alexander Lindblom. Han avlade studentexamen i Stockholm 1915 och tandläkarexamen 1919. Han var praktiserande tandläkare i Katrineholm 1919–1929 och drev specialpraktik i Stockholm från 1930. Lindblom studerade proteskonst och "balanced occlusion" i USA som Sverige-Amerikastiftelsens stipendiat 1929–1930. Efter sin återkomst höll han ett trettiotal fortsättningskurser för tandläkare, anordnade av svenska och skandinaviska fackorganisationer. Han tillhörde 1931–1936 redaktionen för Svensk tandläkaretidskrift och publicerade där och i utländsk fackpress ett stort antal odontologiska arbeten. Han utgav även I S:ta Apollonias våld. 25 års fackliga rön (1946).